# Hamburg (Minnesota)
Hamburg város az USA Minnesota államában, Carver megyében. Lakosainak száma 566 fő (2020. április 1.).

## Népesség
A település népességének változása:

| 2010 | 513 |
| 2020 | 566 |